# Landkreis Landshut
Landkreis Landshut is een Landkreis in de Duitse deelstaat Beieren. De Landkreis telt 161.191 inwoners (31 december 2020) op een oppervlakte van 1.348,07 km². Het bestuur zetelt in de stad Landshut, die echter zelf als kreisfreie Stadt geen deel uitmaakt van de Landkreis.

## Indeling

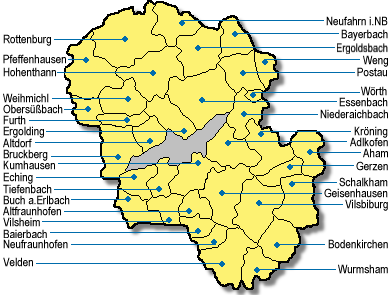

Landkreis Landshut is samengesteld uit 35 gemeenten, waarvan twee de status stad hebben. Zeven gemeenten mogen zich Markt noemen. Het bestuur van Landkreis Landshut zetelt in de stad Landshut, die zelf echter als Kreisfreie Stadt geen deel is van het Landkreis.
Steden
1. Rottenburg an der Laaber
2. Vilsbiburg

Märkte
1. Altdorf
2. Ergolding
3. Ergoldsbach
4. Essenbach
5. Geisenhausen
6. Pfeffenhausen
7. Velden

Overige gemeenten
1. Adlkofen
2. Aham
3. Altfraunhofen
4. Baierbach
5. Bayerbach bei Ergoldsbach
6. Bodenkirchen
7. Bruckberg
8. Buch am Erlbach
9. Eching
10. Furth
11. Gerzen
12. Hohenthann
13. Kröning
14. Kumhausen
15. Neufahrn in Niederbayern
16. Neufraunhofen
17. Niederaichbach
18. Obersüßbach
19. Postau
20. Schalkham
21. Tiefenbach
22. Vilsheim
23. Weihmichl
24. Weng
25. Wörth an der Isar
26. Wurmsham

Aichach-Friedberg · Altötting · Amberg · Amberg-Sulzbach · Ansbach (stad) · Landkreis Ansbach · Aschaffenburg (stad) · Landkreis Aschaffenburg · Augsburg (stad) · Landkreis Augsburg · Bad Kissingen · Bad Tölz-Wolfratshausen · Bamberg (stad) · Landkreis Bamberg · Bayreuth (stad) · Landkreis Bayreuth · Berchtesgadener Land · Cham · Coburg (stad) · Landkreis Coburg · Dachau · Deggendorf · Dillingen an der Donau · Dingolfing Landau · Donau-Ries · Ebersberg · Eichstätt · Erding · Erlangen · Erlangen-Höchstadt · Forchheim · Freising · Feyung-Grafenau · Fürstenfeldbruck · Fürth (stad) · Landkreis Fürth · Garmisch-Partenkirchen · Günzburg · Haßberge · Hof (stad) · Landkreis Hof · Ingolstadt · Kaufbeuren · Kelheim · Kempten im Allgäu · Kitzingen · Kronach · Kulmbach · Landsberg am Lech · Landshut (stad) · Landkreis Landshut · Lichtenfels · Lindau · Main-Spessart · Memmingen · Miesbach · Miltenberg · Mühldorf am Inn · München · Landkreis München · Neuburg-Schrobenhausen · Neumarkt in der Oberpfalz · Neurenberg · Neustadt an der Aisch-Bad Windsheim · Neustadt an der Waldnaab · Neu-Ulm · Nürnberger Land · Oberallgäu · Ostallgäu · Passau (stad) · Landkreis Passau · Pfaffenhofen an der Ilm · Regen · Regensburg (stad) · Landkreis Regensburg · Rhön-Grabfeld · Rosenheim (stad) · Landkreis Rosenheim · Roth · Rottal-Inn · Schwabach · Schwandorf · Schweinfurt (stad) · Landkreis Schweinfurt · Starnberg · Straubing · Straubing-Bogen · Tirschenreuth · Traunstein · Unterallgäu · Weiden in der Oberpfalz · Weilheim-Schongau · Weißenburg-Gunzenhausen · Wunsiedel im Fichtelgebirge · Würzburg (stad) · Landkreis Würzburg
Adlkofen ·
Aham ·
Altdorf ·
Altfraunhofen ·
Baierbach ·
Bayerbach b.Ergoldsbach ·
Bodenkirchen ·
Bruckberg ·
Buch a.Erlbach ·
Eching ·
Ergolding ·
Ergoldsbach ·
Essenbach ·
Furth ·
Geisenhausen ·
Gerzen ·
Hohenthann ·
Kröning ·
Kumhausen ·
Neufahrn i.NB ·
Neufraunhofen ·
Niederaichbach ·
Obersüßbach ·
Pfeffenhausen ·
Postau ·
Rottenburg a.d.Laaber ·
Schalkham ·
Tiefenbach ·
Velden ·
Vilsbiburg ·
Vilsheim ·
Weihmichl ·
Weng ·
Wörth a.d.Isar ·
Wurmsham